# Nicola De Maria
Nicola De Maria (Foglianise, 1954) es un pintor italiano, miembro de la Transvanguardia, movimiento del arte postmoderno surgido en Italia donde destacan, junto a De Maria, artistas como Sandro Chia, Francesco Clemente, Enzo Cucchi y Mimmo Paladino.

## Biografía
A diferencia de los otros miembros de la Transvanguardia, De Maria se centra principalmente en el arte abstracto; destaca el fuerte colorido aplicado a sus obras. El concepto pictórico de De Maria pretende superar los límites de la tela para integrarse en el espacio circundante, con obras de gran formato cercanas a la instalación; sustituye el espacio pictórico por la noción de campo, dando a sus obras un carácter ambiental cercano al environmental art. Recibe influencias africanas y asiáticas, siendo un artista comprometido con el Tercer Mundo.
La obra de De Maria destaca por la irregularidad de materiales, formas y colores, por el aspecto casi laberíntico de sus obras, realzado por su carácter monumental, con a veces paredes enteras con grandes superficies monocromas que dan una sensación de espacio irreal, fantástico.
De Maria ha expuesto en la Bienal de Venecia, en la Documenta 7 de Kassel (Alemania), en la XVI Bienal de São Paulo (Brasil), en la Bienal de Sídney (Australia) y en la Quadriennale de Roma.
Retrospectivas de su obra se presentaron en el Museum Haus Lange (Krefeld), en la Kunsthalle de Basilea (1983), la Kunsthaus de Zürich (1985) y en el Seibu Museum of Modern Art de Tokio (1988). También ha participado en la reciente retrospectiva sobre la Transvanguardia italiana en el Castello di Rivoli en 2003.
Actualmente De Maria vive y trabaja en Turín.